# NGC 112
Az NGC 112 küllős spirálgalaxis az Andromeda csillagképben. Lewis A. Swift fedezte fel 1885. szeptember 17-én. A galaxis 295 millió fényévre helyezkedik el a Földtől és nagyjából 75 ezer fényév széles.